# Eckhard Kutter
Eckhard Kutter (* 28. März 1939 in Braunschweig; † 12. Juni 2020 in Berlin) war ein deutscher Bauingenieur und Verkehrswissenschaftler. 
Er studierte bis 1965 an der Technischen Hochschule Braunschweig Bauingenieurwesen mit Vertiefung im Straßen- und Stadtbauwesen. Anschließend arbeitete er bis 1974 am dortigen Institut für Stadtbauwesen als wissenschaftlicher Mitarbeiter und Oberingenieur. In dieser Zeit promovierte er 1972 über die demographischen Determinanten des städtischen Personenverkehrs.
1974 wurde Kutter als Professor für Integrierte Verkehrsplanung an die Technische Universität Berlin berufen. Von 1990 bis 1995 war er von der Professur beurlaubt und übernahm in dieser Zeit die Abteilung Verkehr am Deutschen Institut für Wirtschaftsforschung in Berlin. Von 1998 bis zu seiner Emeritierung 2004 war Kutter Professor am Arbeitsbereich Verkehrssysteme und Logistik der Technischen Universität Hamburg-Harburg. 
Kutter war unter anderem Mitglied der Enquete-Kommission des Deutschen Bundestages zum Schutz der Erdatmosphäre.
Er starb nach schwerer Krankheit am 12. Juni 2020 in Berlin.